# Conservatorio di Kiev
Accademia Nazionale di Musica dell'Ucraina Pëtr Il'ič Čajkovskij (in ucraino Національна музична академія України імені Петра Чайковського?, Nacional'na muzyčna akademija Ukraïny imeni Petra Čajkovs'koho), o Conservatorio di Kyiv è un'istituzione statale ucraina di educazione musicale superiore. I suoi corsi includono la formazione post laurea.

## Storia
Il Conservatorio di Kiev è stato fondato il 27 ottobre 1863 presso il campus di Kiev del Collegio di musica della Società musicale russa. L'iniziativa di creare il Conservatorio appartiene a Pëtr Il'ič Čajkovskij, che nel 1891 sottoscrisse la sottomissione all'imperatore di Russia, sostenendo la necessità di aprire un istituto di educazione musicale superiore a Kiev. L'organizzazione del conservatorio fu guidata da Sergej Rachmaninov e Aleksandr Glazunov. I primi registi furono V. Puchals'kyj (1913) e Reinhold Glière (1914-1920). Nel 1925 le classi junior furono separate dal conservatorio per formare un Music College, mentre le classi senior furono fuse nell'ex privato Istituto musicale e teatrale Mykola Lysenko (oggi Università nazionale teatrale, cinematografica e televisiva di Kiev I. K. Karpenko-Kary). Viktor Kosenko ha insegnato in entrambi gli istituti.
Il conservatorio fu rianimato quando Kiev diventò nuovamente la capitale dell'Ucraina nel 1934. L'Istituto di musica e teatro di Mykola Lysenko fu sciolto e il suo dipartimento di musica fuso di nuovo con il Music College, mentre il dipartimento di teatro è servito come base per la creazione del Istituto Statale del Teatro di Kiev di Les Kurbas. Nel 1938 il conservatorio ricevette il premio dell'Ordine di Lenin. Nel 1940 il conservatorio prese il nome da Čajkovskij. Nel 1995 il presidente dell'Ucraina elevò lo status del conservatorio e lo ribattezzò Accademia Nazionale di Musica Pëtr Čajkovskij dell'Ucraina.
Il conservatorio occupa un edificio costruito nel 1890 come Hotel Continental (architetti Eduard Bradtman e Georg Schleifer). L'edificio fu distrutto durante la seconda guerra mondiale, ma fu ricostruito nel 1955, a quel punto fu aggiunta una sala da concerto (architetti L. Katok e Ja. Krasny). Si trova in via Horodec'kyj 1-3/11.

## Studi post laurea e dottorato
Il curriculum post laurea prevede la formazione per i candidati al terzo livello di istruzione superiore al fine di ottenere un dottorato di ricerca nelle seguenti specialità:
025 Arti Musicali, Ambito di Studio 02 Cultura e Arti presso i dipartimenti:
- Storia della musica mondiale
- Storia della musica ucraina e del folklore musicale
- Musica antica
- Teoria della musica
- Teoria e storia della performance musicale

Inoltre:
Studi Culturali, Indirizzo 03 Studi Umanistici presso il dipartimento di “Teoria e storia della cultura”.
Ognuna di queste specialità e dipartimenti fornisce una prospettiva specifica dello studio della musica: la sua storia, cultura, stile e particolarità esecutive, tecniche compositive ecc. Il richiedente scrive gli articoli, partecipa alle conferenze e presenta una tesi di dottorato per la difesa nel processo di padronanza del soggetto di ricerca prescelto.
I corsi durano 4 anni.

## Scienza
- 5 accademici e 26 membri corrispondenti dell'Accademia nazionale delle arti dell'Ucraina
- 31 dottori e 108 candidati di scienze lavorano presso l'UNTAM

Presso l'Accademia sono presenti:
- Studi di Perfezionamento e Dottorato
- Due Consigli Scientifici Specializzati per la discussione di tesi di dottorato e di dottorato nelle specialità 17.00.03 “Arti Musicali” e 26.00.01 “Teoria e Storia della Cultura”
- Laboratorio di Ricerca Problematica di Etnomusicologia
- Centro di Studi Ucraini di Musica e Società Scientifica Studentesca

L'Accademia è fondatrice ed editrice di 4 pubblicazioni scientifiche professionali in Musicologia e Studi Culturali.